# Dragon Challenge
Dragon Challenge was een stalen omgekeerde duellerende achtbaan in het Amerikaanse attractiepark Universal's Islands of Adventure. 

## Geschiedenis

### Dueling Dragons
De achtbaan opende 28 mei 1999, tegelijk met de rest van het attractiepark, onder de naam Dueling Dragons. Het was na de opening de eerste duellerende omgekeerde achtbaan ter wereld. De attractie stond in het themagebied The Lost Continent en bestond uit twee aparte banen. Ze hadden de naam Ice en Fire en vertrokken per rit tegelijk uit het station. Het stationsgebouw en de wachtruimte was gedecoreerd als een kasteelruïne. Het kasteel was door twee draken vernietigd. De twee draken stonden afgebeeld bij de entree.  

### Dragon Challenge
Toen in 2007 de komst van het themagebied Wizarding World of Harry Potter aangekondigd werd, werd ook duidelijk dat Dueling Dragons betrokken zou worden bij het themagebied. De naam van de attractie werd gewijzigd naar Dragon Challenge en kreeg een Harry Potter-thema. Het verhaal en de decoratie van de achtbaan stonden in het teken van Harry Potter en de Vuurbeker. Ook de banen kregen andere namen: Hungarian Horntail en Chinese Fireball. In februari 2010 sloot Dueling Dragons om omgebouwd te worden naar Dragon Challenge. In maart datzelfde jaar heropende de achtbaan. Op 18 juni opende de rest van Wizarding World of Harry Potter. Dragon Challenge werd toen onderdeel van het themagebied. Nadat er in 2011 diverse bezoekers gewond waren geraakt, doordat ze voorwerpen verloren als deze in de buurt kwam van de andere trein, werd besloten om de treinen niet meer tegelijk 
te laten vertrekken.
In 2017 kwamen berichten naar buiten dat Dragon Challenge vervangen zou worden voor een nieuwe Harry Potter-attractie gebaseerd op de film Fantastic Beasts and Where to Find Them. Op 24 juli 2017 werd door Universal officieel bekend gemaakt dat Dragon Challenge afgebroken zou worden. In september datzelfde jaar werd de achtbaan afgebroken. Op 13 juni 2019 opende de vervanger van Dragon Challenge: Hagrid's Magical Creatures Motorbike Adventure.

## Technisch
Elke baan had andere specificaties. Wat ze overeenkwamen was de baanlengte van 975,4 meter, een ritduur van 2:25 minuten en een hoogte van 38,1 meter. De Chinese Firebal behaalde tijdens de rit een topsnelheid van 96,6 km/u. De hoogste afdaling tijdens de rit was 35,1 meter. De Hungarian Horntail behaalde een topsnelheid van 88,5 meter, waarbij de hoogste afdaling 29 meter was.

## Afbeeldingen

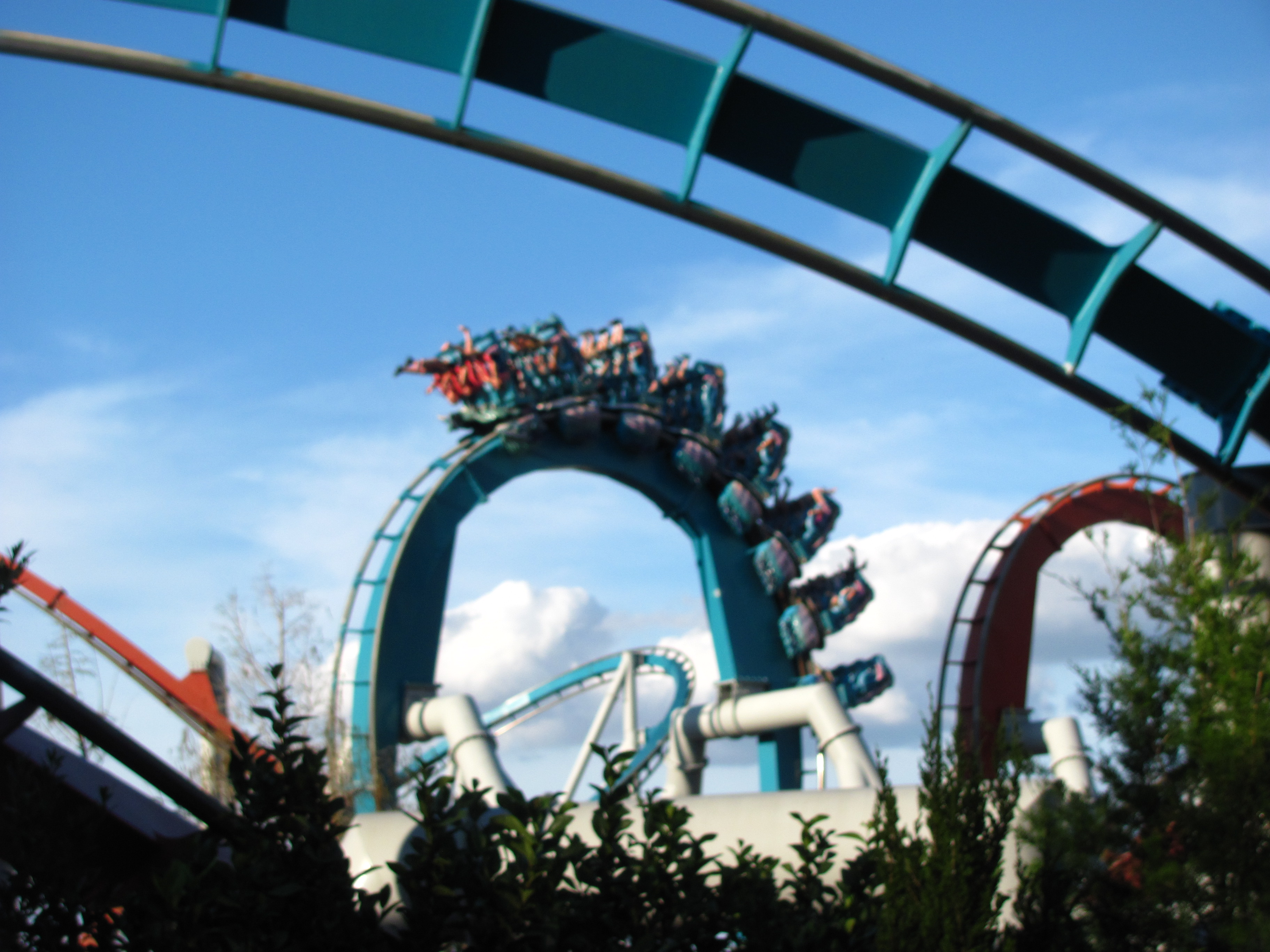
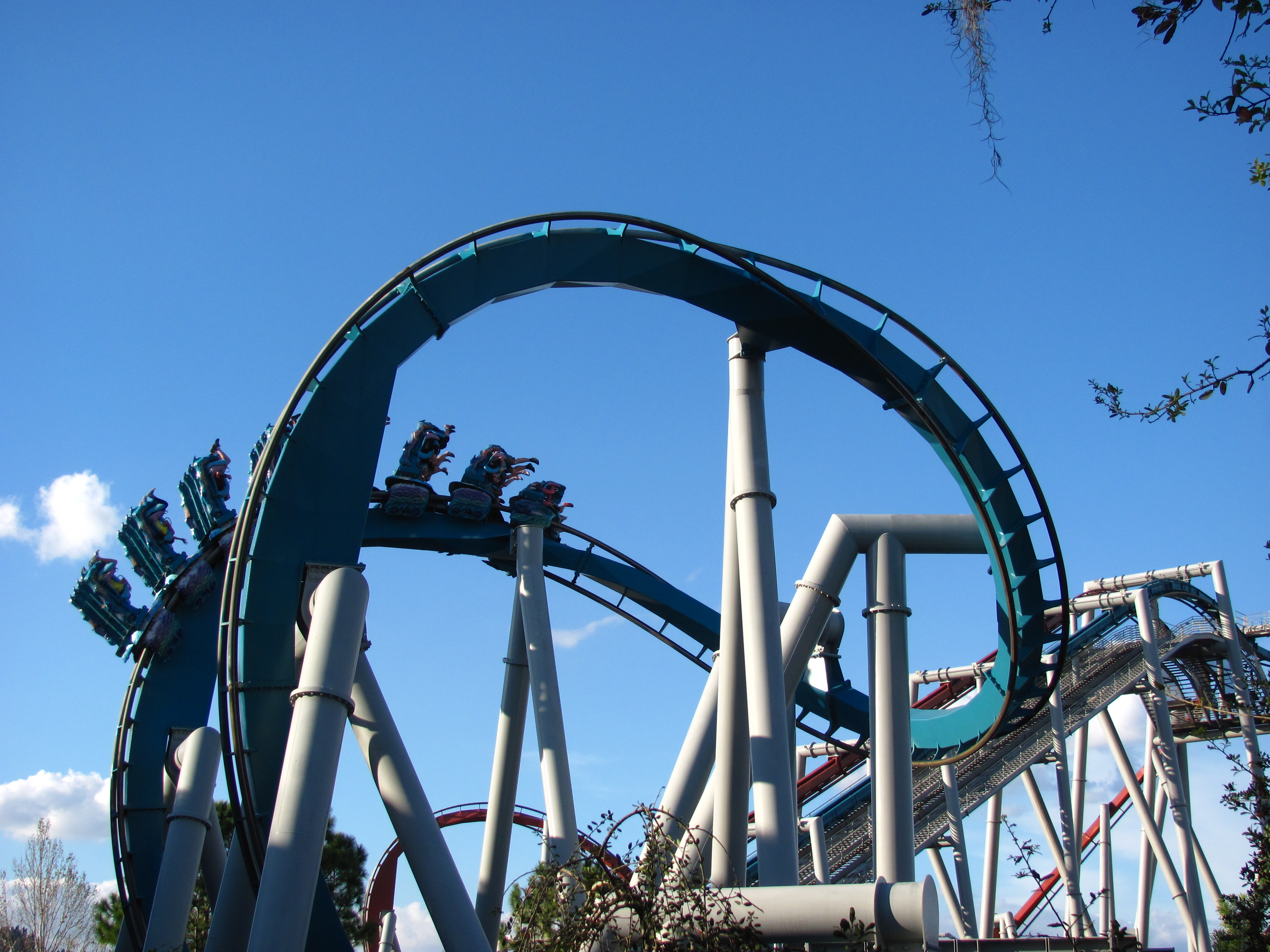
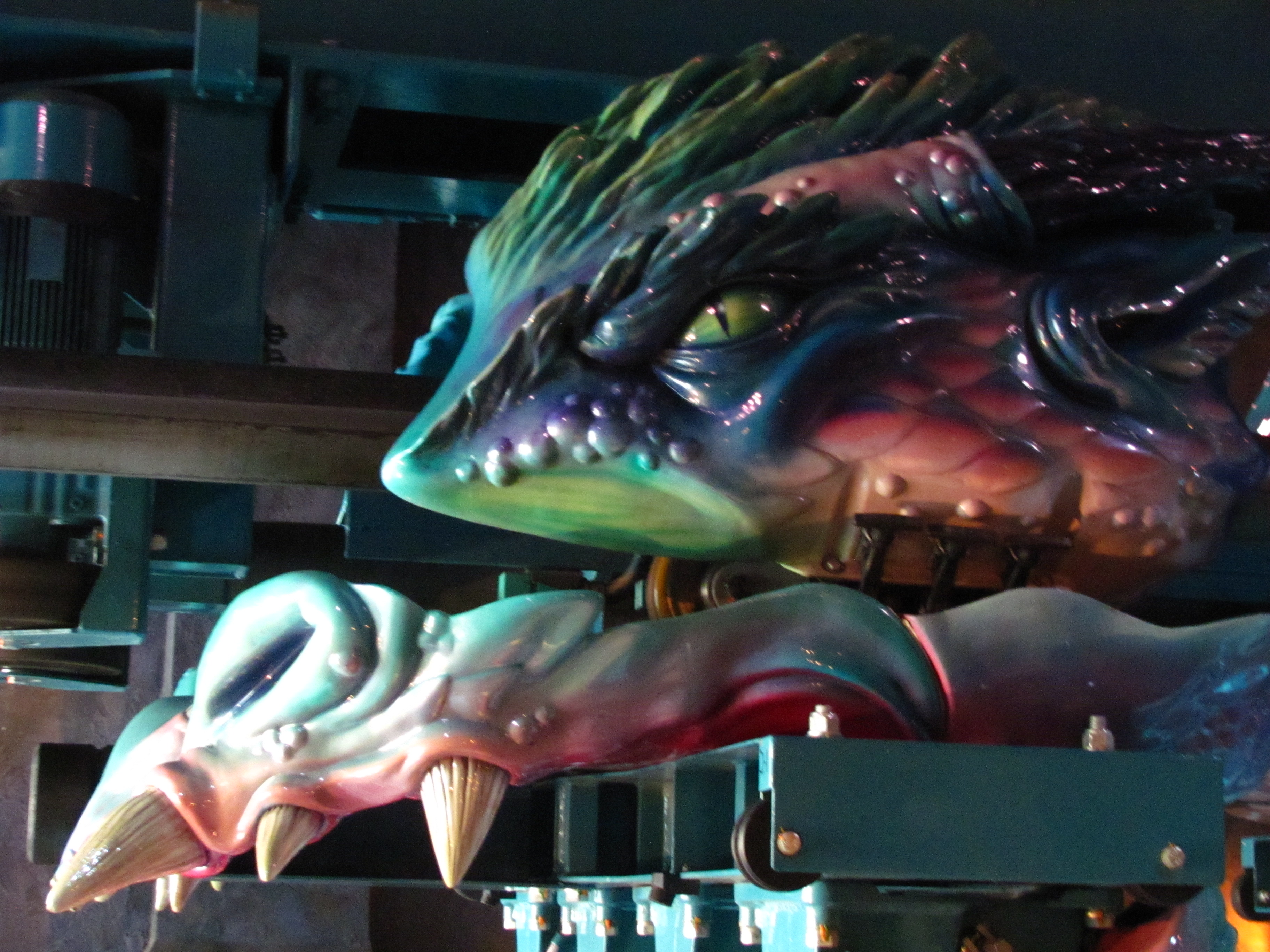
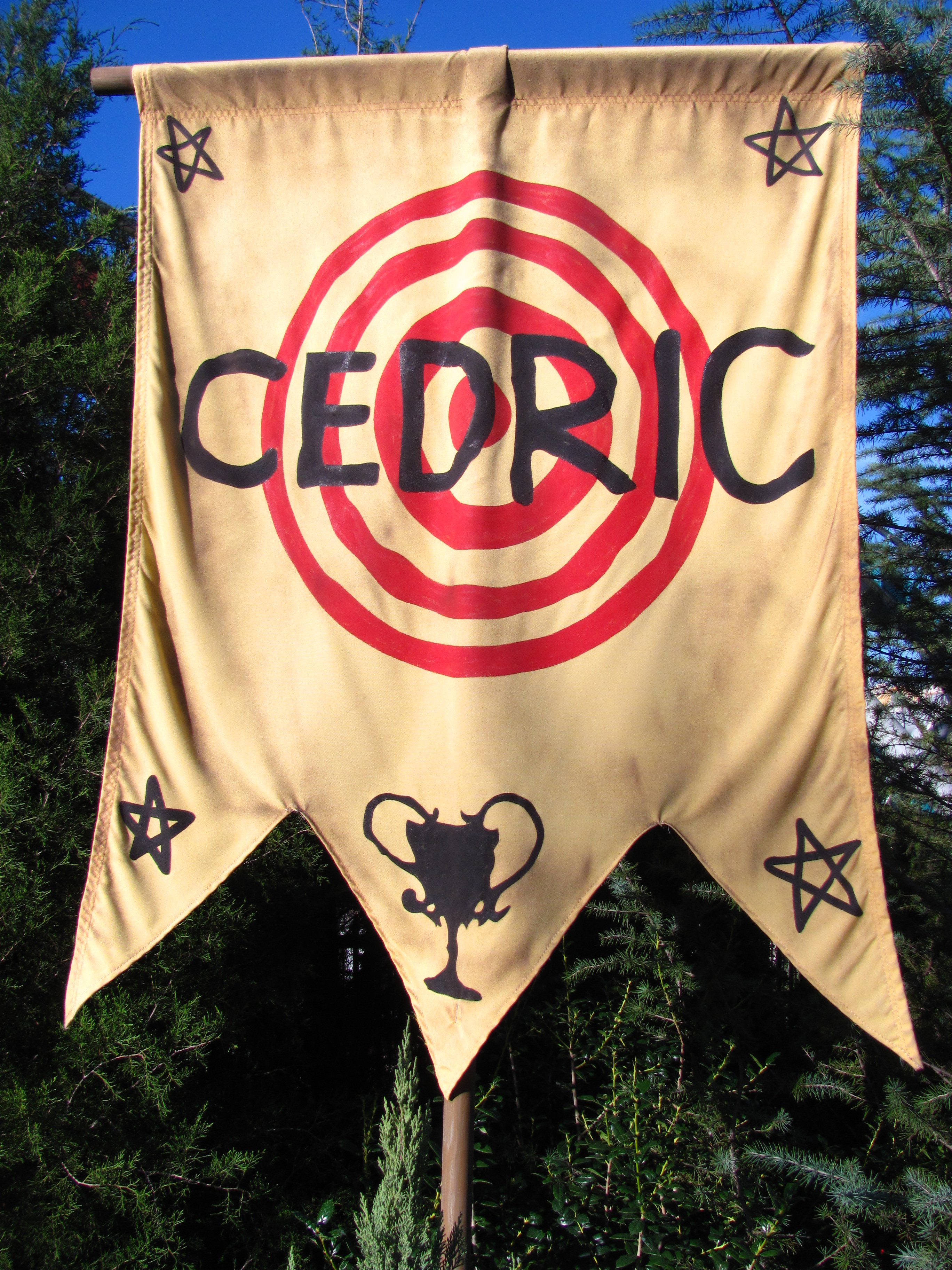
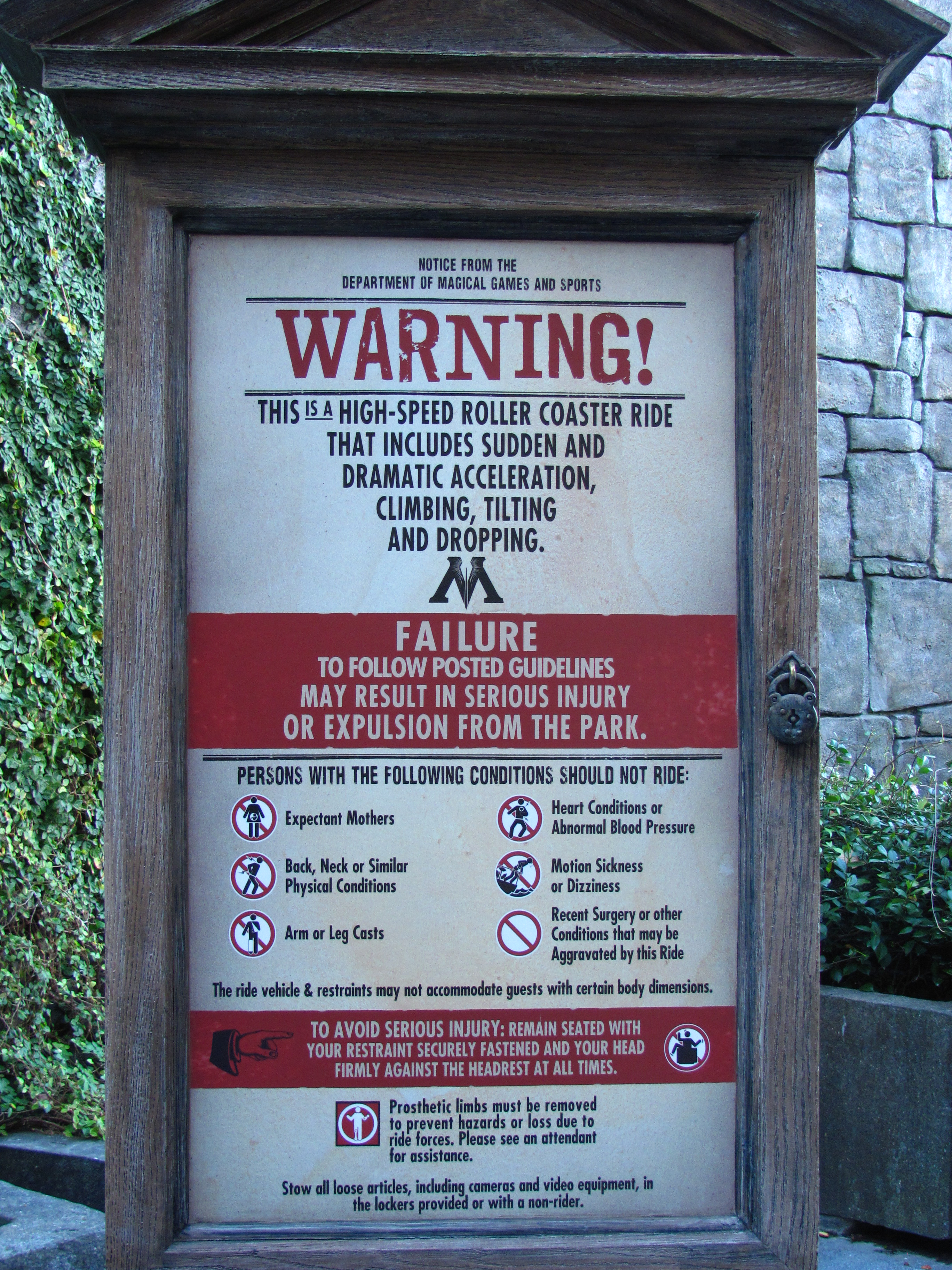
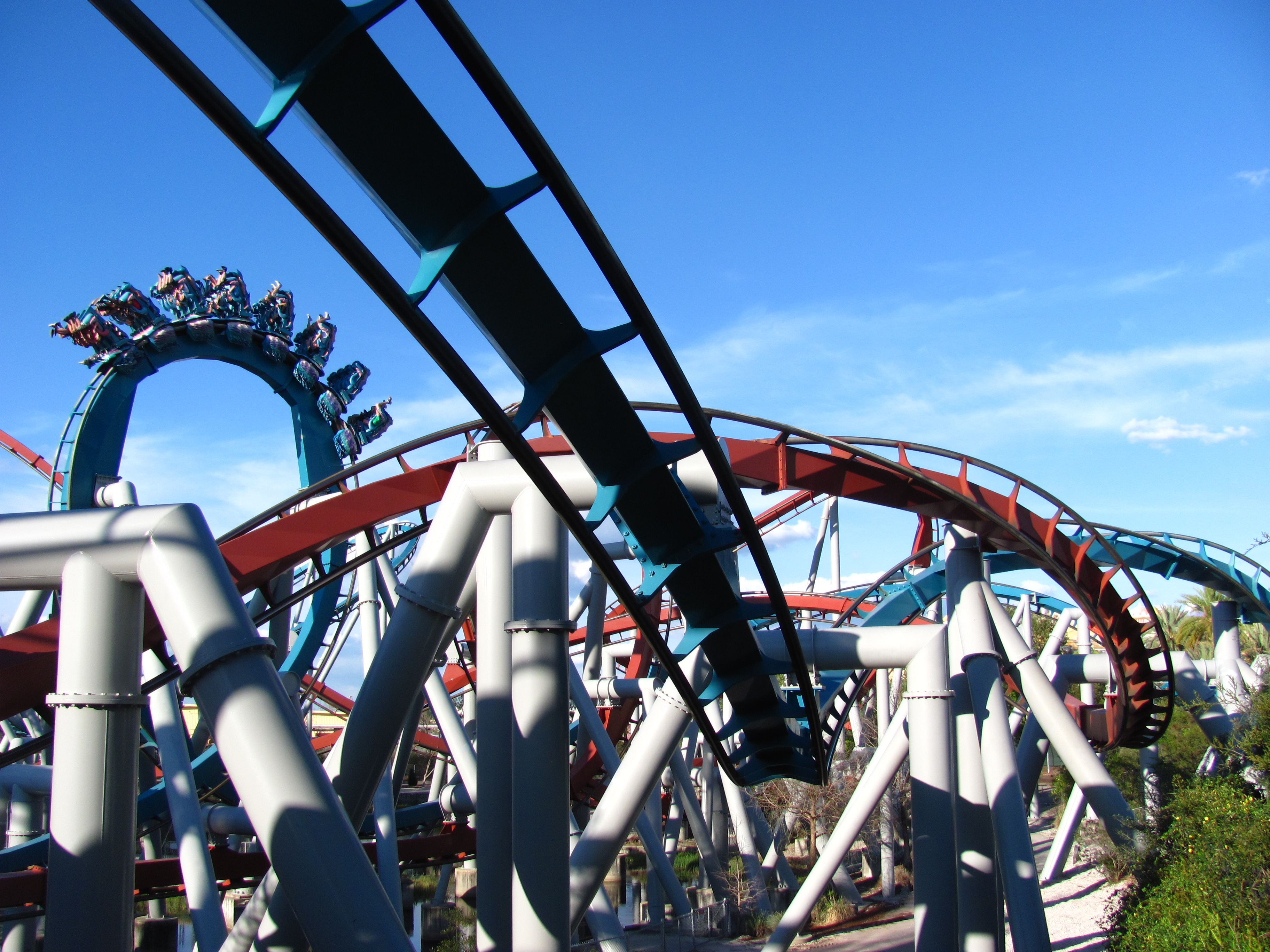
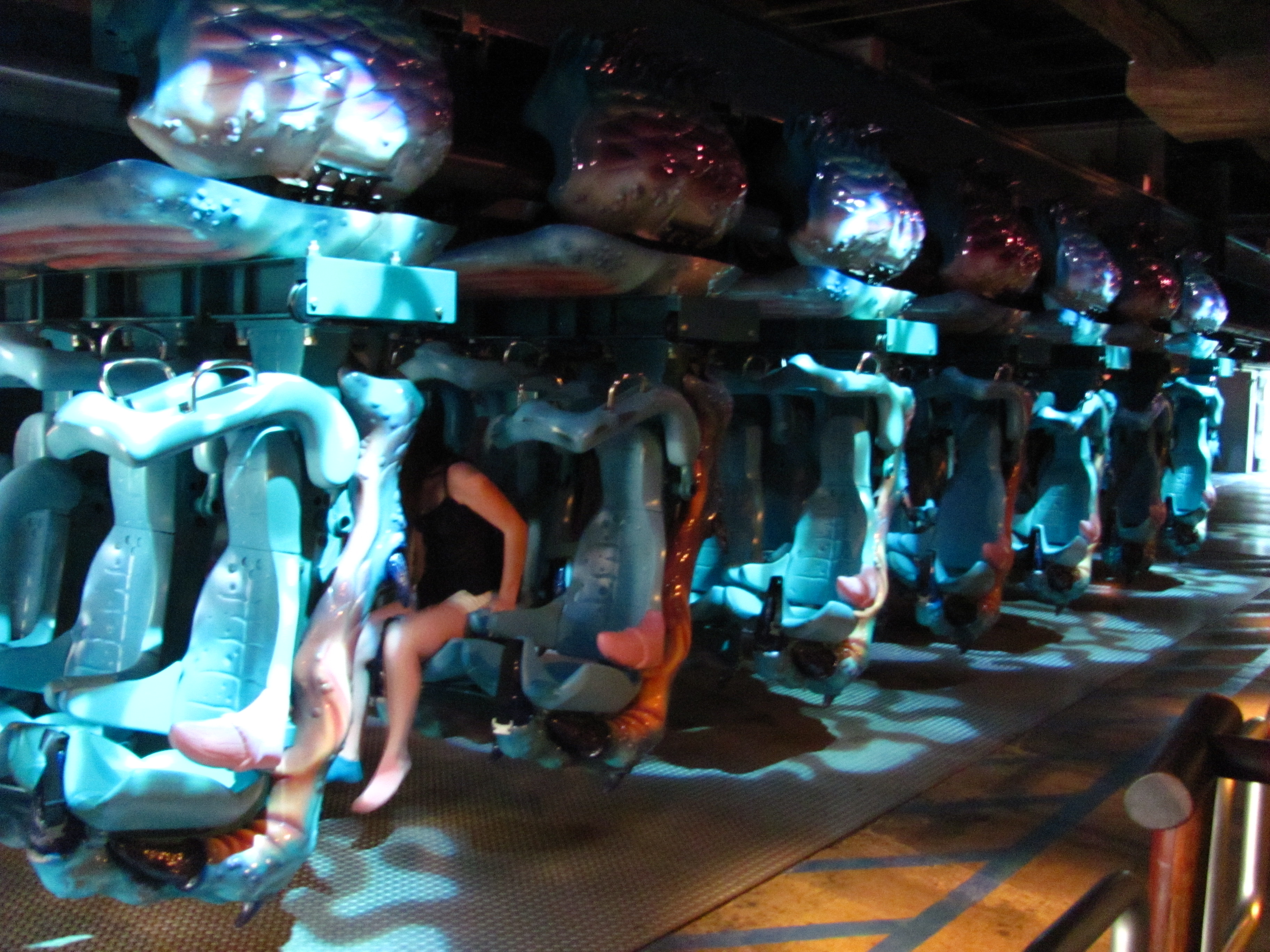
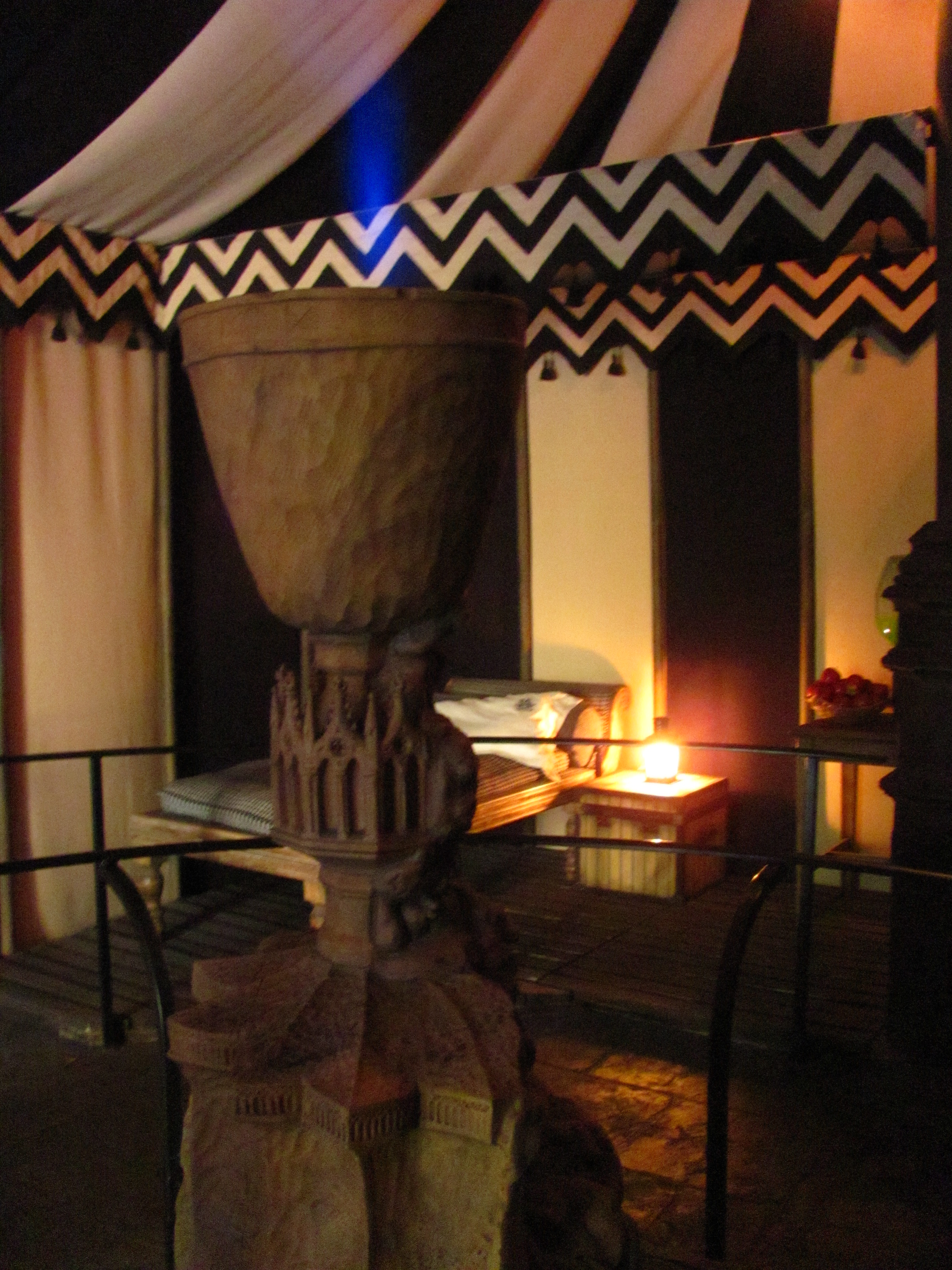
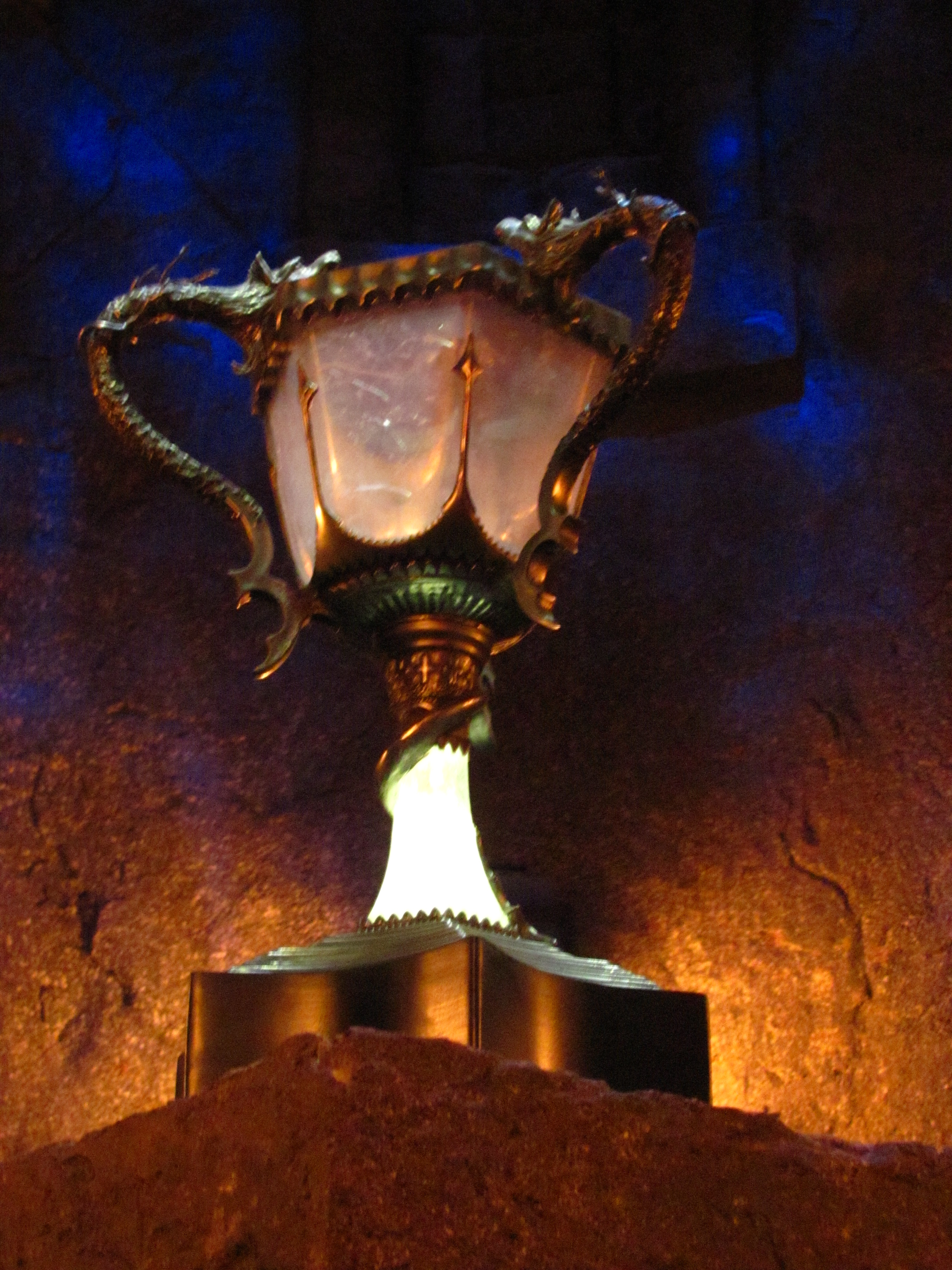